# Hamidoğulları

Karte der anatolischen Beyliks

Die Hamidoğulları, auch Hamididen oder Dynastie der Hamed (türkisch auch Hamitoğulları) waren ein anatolisches Beylik (Fürstentum).

## Gebiet
Während des Zusammenbruchs des Rum-Seldschuken-Reiches bildete Hamid Bey aus umherziehenden Turkmenen eine kleine Armee, die Hamid Turkmen genannt wurde. Sie besetzten das Gebiet um Uluborlu, das er zu seiner Hauptstadt machte. Sein Enkel Feleküddin Dündar eroberte Eğirdir und machte es zur Hauptstadt seines entstandenen Beyliks. Die Stadt wurde nun Felekâbât genannt. Das Beylik umfasste ungefähr die heutigen Landkreise Eğirdir, Senirkent, Atabey, Isparta, Gönen, Uluborlu, Keçiborlu und Şarkikaraağaç in der heutigen Provinz Isparta, sowie die Kreise Ağlasun, Çeltikçi, Burdur und Kemer in der heutigen Provinz Burdur und Şuhut, Dinar, Çay und Sultandağı in der Provinz Afyonkarahisar.
Hızır Bey eroberte die Städte Beyşehir, Seydişehir und Akşehir; danach blieb das Beylik mehr oder weniger unverändert,
auch nach dem Zusammenbruch der Herrschaft der Rum-Seldschuken. Er herrschte auch, wie sein Sohn İlyas Bey, über Antalya. İlyas Bey teilte sein Reich auf:
Sein Nachfolger wurde sein ältester Sohn, Feleküddin Dündar. Yunus, der zweitgeborene, blieb in Antalya und begründete dort das Beylik der Tekeoğulları.
Dündar baute eine große Armee mit 15.000 Soldaten und 15.000 Reitern auf. Auch ließ er 15 Burgen errichten. Auf diese Stärke vertrauend, verweigerte er die Unterwerfung unter den Mongolen-Ilchan Abū Saʿīd Bahador Chan. 1316 beanspruchte er den Titel Sultan. 1317/18 wurde Dündar von Timurtaş (türkisch: Demirtaş), dem Enkel des großen Ilchan von Persien, Abū Saʿīd Bahador Chan, angegriffen und besiegt. Dündar wurde nach der Niederlage 1324 hingerichtet; seine Söhne konnten zu den Mamluken nach Ägypten fliehen.
Timurtaş hatte jedoch 1322 gegen seinen Großvater rebelliert und wurde von diesem 1327 zur Flucht nach Ägypten gezwungen und dort 1328 ermordet.
Im gleichen Jahr (1327) kam Khidhr (türkisch: Hızır) Bey, der älteste Sohn von Dündar, nach Hause zurück und stellte das Beylik Hamidoğulları wieder her. Khidhr Bey eroberte dazu noch die Provinzen Beyşehir, Seydişehir und Akşehir.
Nach seinem plötzlichen Tod kehrte sein Bruder Najm al-Dîn Abû Ishâq (türkisch: Necmeddin İshak Bey) aus Ägypten zurück und regierte bis 1340 oder 1344. Sein Nachfolger wurde Muzaffar al-Dîn Mustafâ (türkisch: Muzaffereddin Mustafa Bey), der Sohn seines Bruders Mehmed, der bis 1355 oder 1357 regierte.
Sein Sohn Husâm al-Dîn Ilyâs (türkisch: Hüsameddin İlyas Bey) folgte ihm nach und regierte bis 1370 oder 1374. Während seiner Regentschaft herrschte ein ständiger Kampf mit dem Beylik Karaman, das sein Herrschaftsgebiet auf Kosten der Hamidoğulları erweiterte. Nach einer Niederlage musste er zu Süleyman Bey nach Germiyan flüchten, konnte aber mit dessen Hilfe sein Fürstentum zurückerobern.
Sein Sohn Kamâl al-Dîn Husayn (türkisch: Kemâleddin Hüseyin Bey) folgte ihm 1370 oder 1374 nach. Er war weiter dem Druck der Karamaniden ausgesetzt und suchte Anlehnung an den Hauptgegner von Karaman, die Osmanen. 1374 oder 1381 verkaufte er sein Fürstentum für 80.000 Goldstücke an Sultan Murad I.
1389 nahm Kemâleddin Hüseyin Bey an der Schlacht auf dem Amselfeld an der Seite der Osmanen teil.
Mit seinem Tod 1390 oder 1391 fiel das Beylik an die Osmanen, die es als Sandschak Hamid in das Beylerbey Anatolien eingliederten. Karaman nützte die Gelegenheit, um Städte im Osten des Beyliks, darunter Beyşehir, Seydişehir und Akşehir zu besetzen. Dies wurde zur Ursache zunehmender Spannungen zwischen den Osmanen und Karamaniden.

## Dynastie
| Jahr                     | Name                                                  | Türk. Name                                            | Sohn von                                              |                                                       |
| ------------------------ | ----------------------------------------------------- | ----------------------------------------------------- | ----------------------------------------------------- | ----------------------------------------------------- |
| ?–1280                   |                                                       | Hamid Bey                                             |                                                       | Herrscher in Antalya.                                 |
| 1280-1300/01             | Ilyâs                                                 | Hamidoğlu İlyas Bey                                   | Hamid Bey                                             | Herrscher in Antalya.                                 |
| 1300/01-1324             | Falak al-Dîn Dûndâr                                   | Feleküddin Dündar                                     | Ilyâs oder Teke                                       | Erster Bey von Hamid.                                 |
| 1324-1327                | Eroberung unter Timurtaş, eines Sohnes von Abū Saʿīd. | Eroberung unter Timurtaş, eines Sohnes von Abū Saʿīd. | Eroberung unter Timurtaş, eines Sohnes von Abū Saʿīd. | Eroberung unter Timurtaş, eines Sohnes von Abū Saʿīd. |
| 1327-1328                | Khidhr                                                | Hızır                                                 | Dündar                                                |                                                       |
| 1328-~1340 oder 1344     | Najm al-Dîn Abû Ishâq                                 | Necmeddin Ishak                                       | Dündar                                                |                                                       |
| ~1340 oder 1344-~1355/57 | Muzaffar al-Dîn Mustafâ                               | Muzafferüddin Mustafa                                 | Mehmed Çelebi, Enkel von Dündar                       |                                                       |
| ~1355/57-~1370 oder 1374 | Husâm al-Dîn Ilyâs                                    | Hüsameddin Elyas                                      | Mustafa                                               |                                                       |
| ~1370 oder 1374-1391     | Kamâl al-Dîn Husayn                                   | Kemaleddin Hüseyin                                    | Elyas                                                 | Verkauf des Beyliks an Sultan Murad I.                |
| 1391                     | Anschluss an das Osmanische Reich.                    | Anschluss an das Osmanische Reich.                    | Anschluss an das Osmanische Reich.                    | Anschluss an das Osmanische Reich.                    |

## Kulturelles Erbe

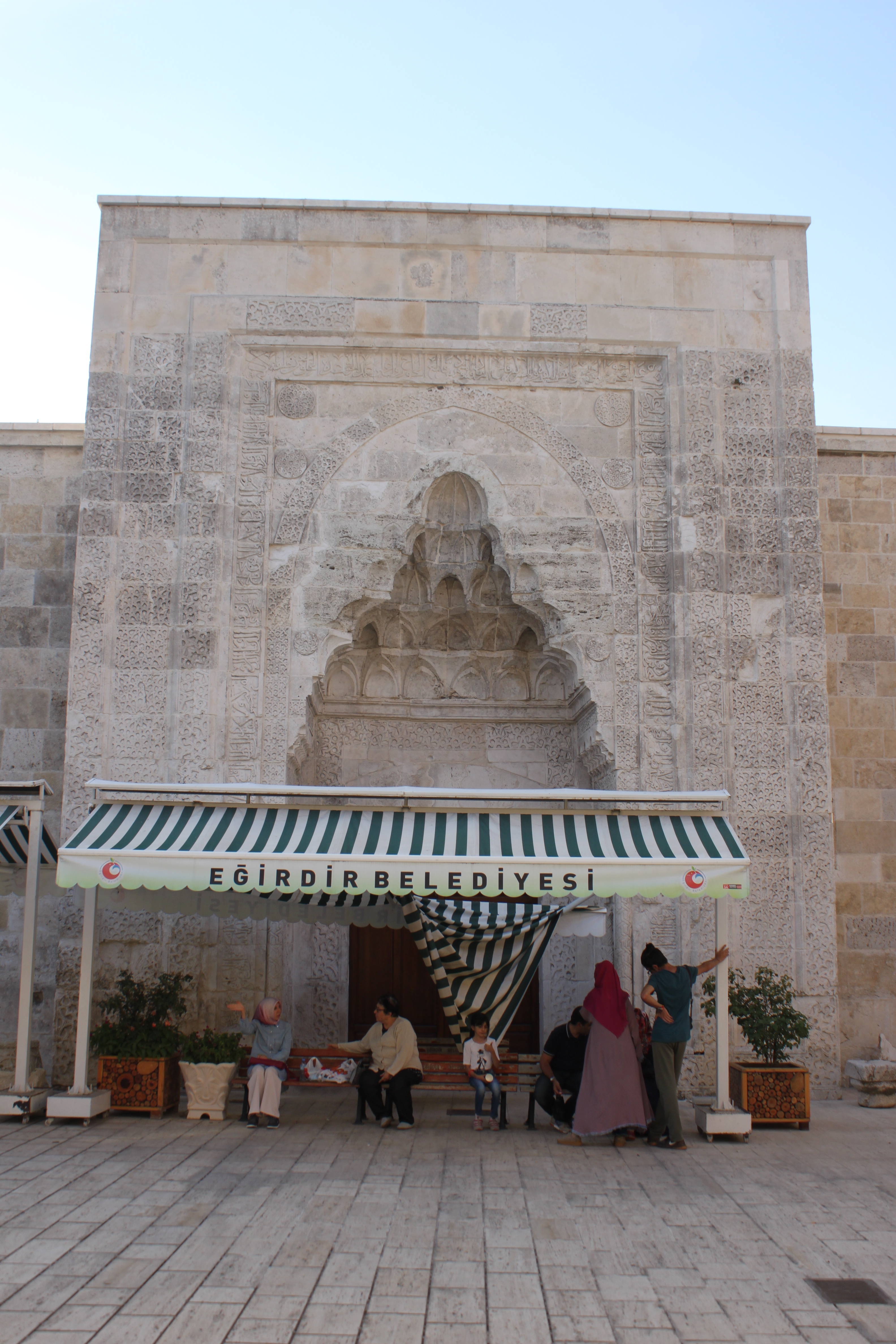
Eğirdir, Taş Medrese

Nur wenige Bauwerke sind aus der Zeit der Hamididen erhalten geblieben. Eine Auswahl:
- Eğirdir: Feleküddin Dündar ließ 1301 in Eğirdir die „Taş Medrese“ (auch: Dündar Bey Madrasa) aus den Steinen des ehemaligen Eğirdir-Hans errichten. Es ist das historisch wertvollste Bauwerk der Hamidoğulları-Ära.
- Uluborlu: Der „Muhittin-Brunnen“ und der „Arapçık-Brunnen“ in Uluborlu. Sie wurden zwischen 1300 und 1324 von Feleküddin Dündar erbaut, ebenso wie die „Efendi Sultan Moschee“.
- Isparta: „Hızır Bey Moschee“; sie wurde von Hızır Bey zusammen mit dem „Hızır Bey Haman“ 1327/28 unter Hızır Bey gebaut, der heute eine Ruine ist. Die Moschee wurde 1888 beim großen Erdbeben in Isparta zerstört und nach dem Beben wieder aufgebaut.
- Şuhut: die „Kubbeli-Moschee mit Minarett“, erbaut zwischen 1328 und 1355.
- Burdur: Die Ulu Camii aus dem Jahre 1300; durch Erdbeben 1914 zerstört, bis 1930 wieder aufgebaut, sowie die „Muzaffereddin Madrasa“, zwischen 1340 und 1355 unter Muzaffereddin Mustafa Bey erbaut.

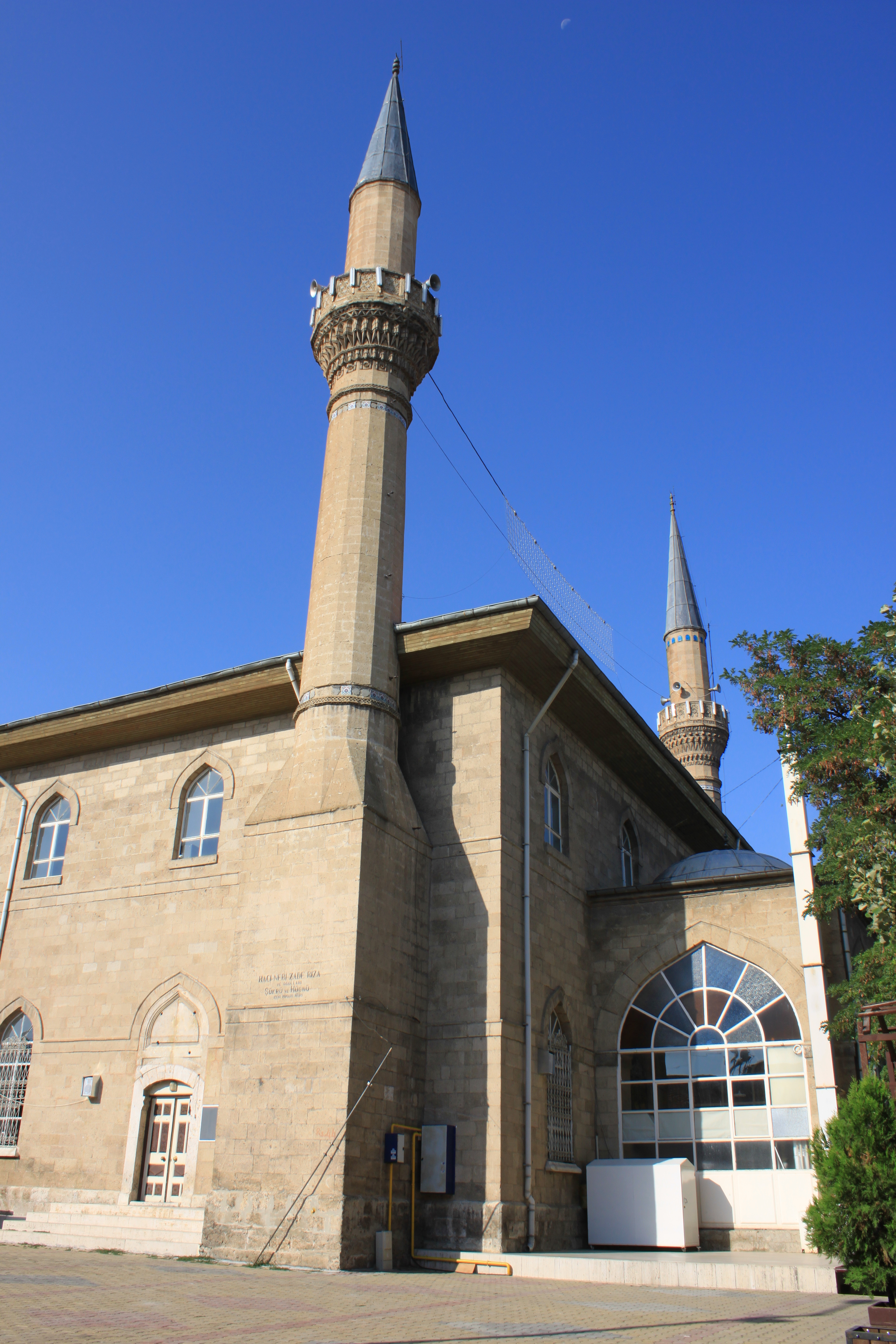
Burdur; Ulu Cami („große Moschee“), erbaut 1300 unter Feleküddin Dündar Bey.